# Vuelta a Andalucía 2014
La Vuelta a Andalucía 2014, sessantesima edizione della corsa valevole come prova del circuito UCI Europe Tour 2014 categoria 2.1, si sta svolgendo in 4 tappe precedute da un prologo dal 19 al 23 febbraio 2014 per un percorso totale di 729,3 km, con partenza da Almería e arrivo a Fuengirola. La vittoria fu appannaggio dello spagnolo Alejandro Valverde in forza al Movistar Team, che terminò la corsa in 18h47'45", alla media di 38,8 km/h.

## Tappe
| Tappa  | Data        | Percorso                     | km    | Vincitore di tappa | Leader cl. generale |
| ------ | ----------- | ---------------------------- | ----- | ------------------ | ------------------- |
| Prol.  | 19 febbraio | Almería (Cron. individuale)  | 7,3   | Alejandro Valverde | Alejandro Valverde  |
| 1ª     | 20 febbraio | Vélez-Málaga > Jaén          | 186   | Alejandro Valverde | Alejandro Valverde  |
| 2ª     | 21 febbraio | La Guardia de Jaén > Cabra   | 197   | Alejandro Valverde | Alejandro Valverde  |
| 3ª     | 22 febbraio | Sanlúcar la Mayor > Siviglia | 182   | Gerald Ciolek      | Alejandro Valverde  |
| 4ª     | 23 febbraio | Ubrique > Fuengirola         | 157   | Moreno Hofland     | Alejandro Valverde  |
| Totale | Totale      | Totale                       | 729,3 |                    |                     |

## Squadre e corridori partecipanti
| N.    | Cod. | Squadra                     |
| ----- | ---- | --------------------------- |
| 1-8   | MOV  | Movistar Team               |
| 11-18 | LTB  | Lotto-Belisol               |
| 21-28 | AST  | Astana Pro Team             |
| 31-38 | GIA  | Team Giant-Shimano          |
| 41-48 | TFR  | Trek Factory Racing         |
| 51-58 | SKY  | Team Sky                    |
| 61-68 | BEL  | Belkin Pro Cycling Team     |
| 71-78 | COF  | Cofidis, Solutions Credits  |
| 81-88 | CJR  | Caja Rural-Seguros RGA      |
| 91-98 | TSV  | Topsport Vlaanderen-Baloise |

| N.      | Cod. | Squadra                   |
| ------- | ---- | ------------------------- |
| 101-108 | CCC  | CCC Polsat-Polkowice      |
| 111-118 | MTN  | MTN-Qhubeka               |
| 121-128 | WGG  | Wanty-Groupe Gobert       |
| 131-138 | TNN  | Team Novo Nordisk         |
| 141-148 | ETI  | Etixx                     |
| 151-158 | AJT  | Verva ActiveJet           |
| 161-168 | RDT  | Rabobank Development Team |
| 171-178 | EUK  | Euskadi                   |
| 181-188 | ECU  | Team Ecuador              |

## Dettagli delle tappe

### Prologo
- 19 febbraio: Almería – Cronometro individuale – 7,3 km

Risultati
| Pos. | Corridore          | Squadra  | Tempo |
| ---- | ------------------ | -------- | ----- |
| 1    | Alejandro Valverde | Movistar | 8'22" |
| 2    | Tom Dumoulin       | Giant    | a 7"  |
| 3    | Jon Izagirre       | Movistar | a 9"  |

| Pos. | Corridore          | Squadra  | Tempo |
| ---- | ------------------ | -------- | ----- |
| 1    | Alejandro Valverde | Movistar | 8'22" |
| 2    | Tom Dumoulin       | Giant    | a 7"  |
| 3    | Jon Izagirre       | Movistar | a 9"  |

### 1ª tappa
- 20 febbraio: Vélez-Málaga > Jaén – 186 km

Risultati
| Pos. | Corridore          | Squadra  | Tempo    |
| ---- | ------------------ | -------- | -------- |
| 1    | Alejandro Valverde | Movistar | 5h08'57" |
| 2    | Bauke Mollema      | Belkin   | a 4"     |
| 3    | Davide Rebellin    | CCC      | s.t.     |

| Pos. | Corridore          | Squadra    | Tempo    |
| ---- | ------------------ | ---------- | -------- |
| 1    | Alejandro Valverde | Movistar   | 5h17'19" |
| 2    | Richie Porte       | Sky        | a 19"    |
| 3    | Luis León Sánchez  | Caja Rural | a 21"    |

### 2ª tappa
- 21 febbraio: La Guardia de Jaén > Cabra – 197 km

Risultati
| Pos. | Corridore          | Squadra    | Tempo    |
| ---- | ------------------ | ---------- | -------- |
| 1    | Alejandro Valverde | Movistar   | 5h02'53" |
| 2    | Luis León Sánchez  | Caja Rural | a 1"     |
| 3    | Daniel Navarro     | Cofidis    | s.t.     |

| Pos. | Corridore          | Squadra    | Tempo     |
| ---- | ------------------ | ---------- | --------- |
| 1    | Alejandro Valverde | Movistar   | 10h20'12" |
| 2    | Richie Porte       | Sky        | a 20"     |
| 3    | Luis León Sánchez  | Caja Rural | a 22"     |

### 3ª tappa
- 22 febbraio: Sanlúcar la Mayor > Siviglia – 181 km

Risultati
| Pos. | Corridore      | Squadra | Tempo    |
| ---- | -------------- | ------- | -------- |
| 1    | Gerald Ciolek  | MTN     | 4h17'39" |
| 2    | Roy Jans       | Wanty   | s.t.     |
| 3    | Moreno Hofland | Belkin  | s.t.     |

| Pos. | Corridore          | Squadra    | Tempo     |
| ---- | ------------------ | ---------- | --------- |
| 1    | Alejandro Valverde | Movistar   | 14h37'51" |
| 2    | Richie Porte       | Sky        | a 20"     |
| 3    | Luis León Sánchez  | Caja Rural | a 22"     |

### 4ª tappa
- 23 febbraio: Ubrique > Fuengirola – 157 km

Risultati
| Pos. | Corridore          | Squadra  | Tempo    |
| ---- | ------------------ | -------- | -------- |
| 1    | Moreno Hofland     | Belkin   | 4h09'53" |
| 2    | Nikias Arndt       | Giant    | s.t.     |
| 3    | Kenneth Van Bilsen | Topsport | s.t.     |

| Pos. | Corridore          | Squadra    | Tempo     |
| ---- | ------------------ | ---------- | --------- |
| 1    | Alejandro Valverde | Movistar   | 18h47'45" |
| 2    | Richie Porte       | Sky        | a 31"     |
| 3    | Luis León Sánchez  | Caja Rural | a 33"     |

## Classifiche finali

### Classifica generale
| Pos. | Corridore          | Squadra    | Tempo     |
| ---- | ------------------ | ---------- | --------- |
| 1    | Alejandro Valverde | Movistar   | 18h47'45" |
| 2    | Richie Porte       | Sky        | a 31"     |
| 3    | Luis León Sánchez  | Caja Rural | a 33"     |
| 4    | Jon Izagirre       | Movistar   | s.t.      |
| 5    | Tanel Kangert      | Astana     | a 43"     |
| 6    | Bauke Mollema      | Belkin     | a 55"     |
| 7    | Thomas Degand      | Wanty      | a 1'02"   |
| 8    | Daniel Navarro     | Cofidis    | a 1'06"   |
| 9    | Michele Scarponi   | Astana     | a 1'13"   |
| 10   | Luis Ángel Maté    | Cofidis    | a 1'24"   |

### Classifica a punti
| Pos. | Corridore          | Squadra    | Punti |
| ---- | ------------------ | ---------- | ----- |
| 1    | Alejandro Valverde | Movistar   | 81    |
| 2    | Moreno Hofland     | Belkin     | 41    |
| 3    | Jon Izagirre       | Movistar   | 38    |
| 4    | Luis León Sánchez  | Caja Rural | 37    |
| 5    | Richie Porte       | Sky        | 35    |

### Classifica scalatori
| Pos. | Corridore          | Squadra      | Punti |
| ---- | ------------------ | ------------ | ----- |
| 1    | Tom Van Asbroeck   | Topsport     | 27    |
| 2    | Linus Gerdemann    | MTN          | 19    |
| 3    | David Lozano Riba  | Novo Nordisk | 17    |
| 4    | Alejandro Valverde | Movistar     | 13    |
| 5    | Amets Txurruka     | Caja Rural   | 12    |

### Classifica traguardi volanti
| Pos. | Corridore       | Squadra     | Tempo |
| ---- | --------------- | ----------- | ----- |
| 1    | Andrej Zejc     | Astana      | 8     |
| 2    | Edward Theuns   | Topsport    | 6     |
| 3    | Jakob Fuglsang  | Astana      | 4     |
| 4    | Martijn Tusveld | Rabobank D. | 4     |
| 5    | Tom Dumoulin    | Giant       | 3     |

### Classifica a squadre
| Pos. | Squadra                | Tempo     |
| ---- | ---------------------- | --------- |
| 1    | Astana Pro Team        | 56h27'08" |
| 2    | Caja Rural-Seguros RGA | a 2"      |
| 3    | Sky Procycling         | a 17"     |
| 4    | Cofidis                | a 30"     |
| 5    | Movistar Team          | a 3'22"   |